# Dennis Habedank
Dennis Habedank (* 24. April 1989) ist ein ehemaliger deutscher Schauspieler.
Habedank spielte von Folge 171 (Staffel 4) bis Folge 334 (Staffel 7) die Hauptrolle des Benjamin Lewin in der Kinder- und Jugendserie Schloss Einstein. 
Später absolvierte er eine Maschinenbau-Ausbildung und arbeitet heute als Ordermanager bei Siemens Energy.

## Filmographie
- 2000: Freunde
- 2001: Solo für Ben
- 2002–2005: Schloss Einstein
- 2004: Wie erziehe ich meine Eltern?
- 2007: Max Minsky und ich